# Punta Felik
La Punta Felik (in tedesco Felikhorn, in Greschòneytitsch Félékspetz, in francese Pointe du Félik - 4.087 m s.l.m. ) è una vetta del massiccio del monte Rosa nelle Alpi Pennine.

## Ascensioni
La montagna può essere salita partendo dal Rifugio Quintino Sella. La via normale è quotata F+.